# Circuit de Charade
Circuit de Charade eller Circuit de Montagne d'Auvergne eller Circuit Louis Rosier, är en racerbana i Clermont-Ferrand i Frankrike. Banan användes första gången 1958 och är bland annat namngiven efter den franske racerföraren Louis Rosier.
Frankrikes Grand Prix kördes här fyra gånger. Jackie Stewart vann två av loppen och Jim Clark och Jochen Rindt var sitt.
Den gamla versionen av Circuit de Charade kördes till stor del på vanliga avspärrade landsvägar, var drygt åtta km lång, saknade egentliga raksträckor och hade kurvor i uppförs- och nedförsbackar vilket gjorde den till en extremt teknisk bana. Sedan 1989 har en kortare och enklare variant av banan använts.

## F1-vinnare
| Säsong | Förare         | Tillverkare  |
| ------ | -------------- | ------------ |
| 1972   | Jackie Stewart | Tyrrell-Ford |
| 1970   | Jochen Rindt   | Lotus-Ford   |
| 1969   | Jackie Stewart | Matra-Ford   |
| 1965   | Jim Clark      | Lotus-Climax |